# Rudolf Reissig
Rudolf Reissig (11. dubna 1874 Smíchov – 12. července 1939 Praha) byl český houslista, dirigent a hudební pedagog.

## Životopis
Narodil se na pražském Smíchově. Roku 1892 absolvoval hru na housle na Pražské konzervatoři jakožto žák Antonína Bennewitze. Přátelil se s Vítězslavem Novákem a patrně na něj měl významný vliv ve věci studia moravského hudebního folklóru.
Od roku 1894 působil ve spolku Moravna v Kroměříži, od roku 1896 pak žil a působil v Brně. V letech 1899 až 1918 vedl Symfonický orchestr Brněnského kroužku (Beseda brněnská), kterou založil Leoš Janáček. Soubor uvedl premiéry řady Novákových děl, mj. opery Bouře 17. dubna 1910 v brněnském Besedním domě, kterou Reissig toho večera dirigoval. Jako pedagog působil na škole Brněnského kroužku a od roku 1904 také na městské varhanické škole. V roce 1919 se stal prvním profesorem hry na housle na nově založené brněnské konzervatoři (rovněž s Janáčkovým přispěním). Učil zde však pouhý rok, poté se vrátil do Prahy jako profesor Pražské konzervatoře. V roce 1930 se připojil k Českému kvartetu jako druhá viola na oficiální premiéře Kvintetu č. 1 op. 1 pro dvoje housle, dvoje violy a violoncello Antonína Dvořáka.

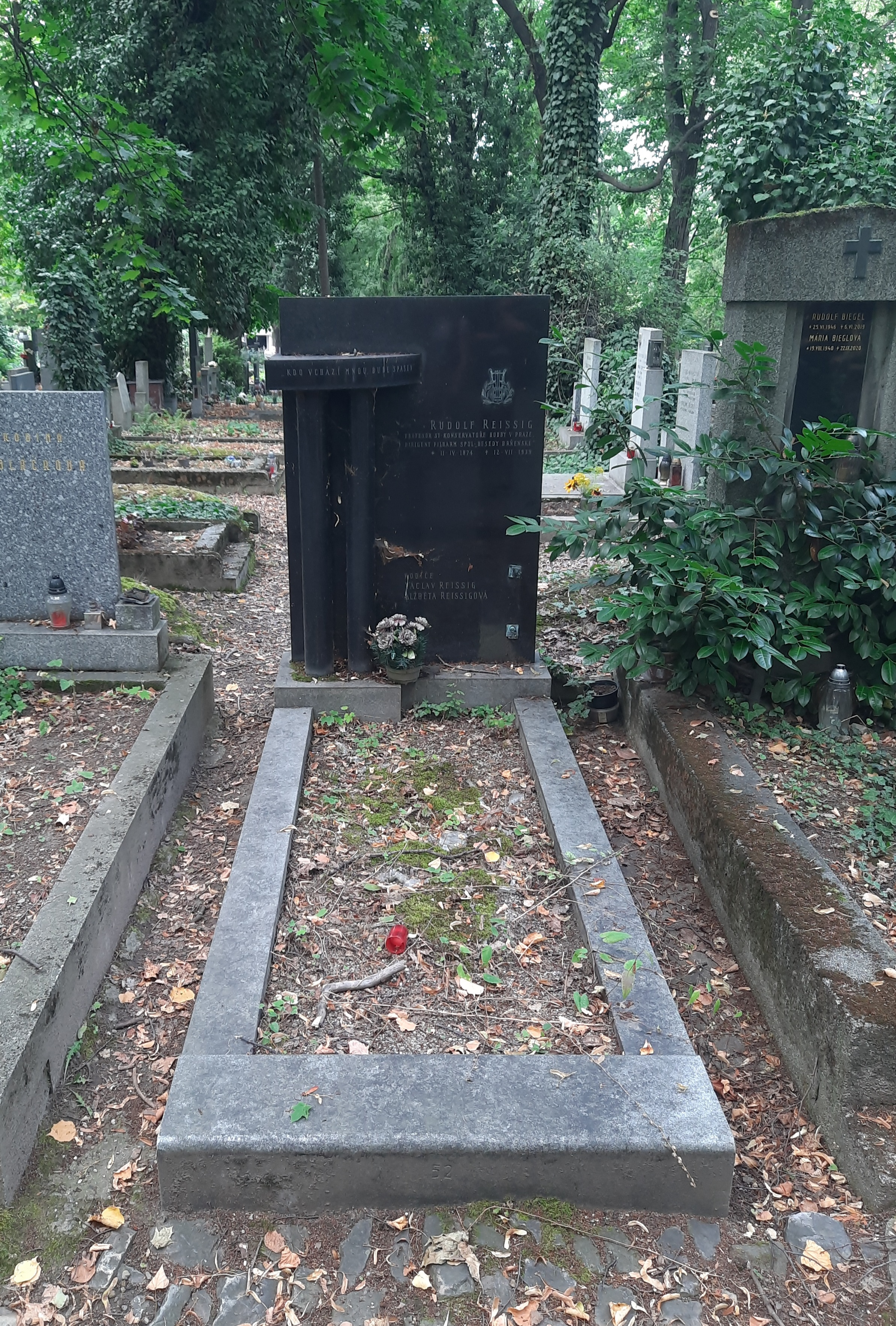
Hrob Rudolfa Reissiga na Olšanských hřbitovech

Mezi jeho žáky patřili mj. Luděk Pacák, Spytihněv Šorm, Antonín Modr či Josef Holub.
Zemřel 12. července 1939 v Praze na infarkt myokardu. Pohřben byl na Olšanských hřbitovech.
V roce 1946 byla po Reissigovi pojmenována ulice v Brně.